# Ankaran
Ankaran [ankarán] (italijansko Ancarano) je obmorsko zdraviliško in turistično naselje v Slovenski Istri, z okoli 3.200 prebivalci. 
Naselje se nahaja na južni obali Miljskega polotoka, ob Koprskem zalivu, hkrati pa je edino naselje v najmlajši slovenski občini Ankaran. Obsega predele in zaselke: Sv. Nikolaj, Kavarjola, Barizoni-del?, Valdoltra, Miloki, Sv. Katarina, Debeli rtič, Bivje (Bivio). 
Naselje se nahaja na območju, kjer avtohtono živijo pripadniki italijanske narodne skupnosti in kjer je poleg slovenščine uradni jezik tudi italijanščina.

## Etimologija
Po nekaterih virih naj bi bil Ankaran naseljen že v rimskih časih, tedanja naselbina naj bi se imenovala Ancaria, to izhaja iz teorije, da naj bi kraj dobil ime po opatu samostana, sv. Nikolaju Ancaranu (kar je zelo malo verjetno, saj je bil tukajšnji samostan zgrajen v 11. stoletju, to je celih 6 stoletij po propadu Zahodnega rimskega cesarstva). 
Po drugi teoriji naj bi se naselje imenovalo Ultra, kar tudi ni pojasnjeno. Na to bi lahko kazalo poznejše ime Valdoltra (Vale d'Oltre - italijansko dolina z druge strani, kasneje imenovano Val d'Oltra).

## Podnebje
Podnebje v Ankaranu je submediteransko, podtip obalno submediteransko podnebje (podnebje oljke), za katerega so značilni dolga in vroča poletja, mile zime in pogosti vetrovi – burja, jugo in maestral. Povprečne januarske temperature so v Ankaranu višje kot po večini Slovenije in znašajo več kot 4 °C, povprečne julijske pa so višje od 22 °C. Morje je najhladnejše februarja (8 °C), najtoplejše pa avgusta (24 °C). Največ padavin pade jeseni. Najmočnejši sunki burje občasno dosežejo hitrosti tudi preko 100 km/h, kar prebivalcem lahko povzroča nevšečnosti, četudi je naselje s svojo lego dokaj zaščiteno pred najmočnejšimi vetrovi iz smeri Trsta. Prav tako pa lahko resnejše nevšečnosti nastanejo ob pojavu tramontane, ki je značilna za obalno področje Slovenije.

## Kratka zgodovina
Iz časov rimskega imperija so na pobočju nad Ankaranom, pri sedanjih Hrvatinih, v Božičih, ohranjeni ostanki obcestnega gradišča, iz katerega so nadzirali promet na rimski cesti, ki je skozi Škofijski prag med Kaštelirjem na zahodu in Tinjanom na vzhodu povezovala Trst (Tergeste) z mesti na obalah Istre. Prvo zgodovinsko poročilo o tej cestni povezavi sega v leti 78 in 79 našega štetja, ko je rimski cesar Tit Flavij Vespazijan dal zgraditi cesto od Trsta do Pulja. Dokončal jo je njegov sin in po njunem rodbinskem imenu je dobila ime Via Flavia. Verjetno prav njej pripadajo leta 2002 najdeni ostanki cestnega tlaka na ankaranskem križišču Bivje (Bivio). Za časa Beneške republike jo je dal leta 1775 s sredstvi iz javnih financ obnoviti koprski podesta Pietro Dolphino, zato je dobila ime Strada Dolphina, na kar spominja odlomek stebra z napisom, ki stoji ob cerkvenem zvoniku v Spodnjih Škofijah. Iz rimskih časov, mogoče celo grških, naj bi bili tudi ostanki, ki so jih izkopavali pri hribu Srmin.
V 2. polovici 8. stoletja je Istra prešla izpod bizantinske pod frankovsko oblast. Leta 840 je bila Istra priključena k Italskemu kraljestvu, leta 952 kot del Furlanske marke vključena v Nemško cesarstvo, po letu 1209 je imel položaj istrskega mejnega grofa oglejski patriarh. Že od sedemdesetih let 9. stoletja so istrska mesta občasno občutila vpliv Benetk, vendar so se kljub temu, vključno s Koprom, še samostojno razvijala in oblikovala lastno upravo in zakonodajo. Koper je leta 1279 moral sprejeti oblast Benetk, ki je trajala vse do propada republike leta 1797.
Po propadu je Istra za kratek čas spadala pod Napoleonovo Francijo.  Od leta 1797 do leta 1813 so si Francozi in Avstrijci podajali celotno ozemlje Istre.
Po Napoleonovem porazu v Rusiji in pri Waterloo-ju je Istra po določbah Dunajskega kongresa ostala pod avstrijsko nadoblastjo. Z razpadom Avstro-Ogrske ob koncu prve svetovne vojne leta 1918 in po podpisu mirovne pogodbe v Rapallu novembra 1920, ter med 2. svetovno vojno je bil Koper z zaledjem v okviru Italije, po vojni, med letoma 1945 in 1954 pa je bil Ankaran del cone B Svobodnega tržaškega ozemlja.
Angloameričani so upravljali njegov severni del (cono A), ki je obsegala Trst z okolico in železniško progo Trst-Gorica. Cona B, ki je obsegala severni del Istre do reke Mirne, je bila pod jugoslovansko vojaško upravo. Z londonskim memorandumom iz leta 1954 je STO prenehalo obstajati, cona B pa je bila priključena Jugoslaviji. Dokončno je bila meja med Italijo in Jugoslavijo potrjena z osimskim sporazumom, ki sta ga podpisali Socialistična federativna republika Jugoslavija in Republika Italija 10. novembra 1975 v italijanskem mestu Osimo.

## Nastanek naselja
V 9. stoletju je dal takratni tržaški škof zgraditi majhno cerkev posvečeno sv. Apolinariju Gaselskemu (s. Apollinare del Gasello), po kateri je kraj dobil ime Gasello. Leta 1072 je tržaški škof Adalgerij podaril cerkev sv. Apolinarija z vsemi pripadajočimi posestmi in kmetijami Benediktinskemu samostanu S. Niccolo iz Benetk.
Benediktinci so svojo posest kmalu razširili tudi na območja izven meja Ankarana, v okolico Kopra in v zahodno Istro, vse do Poreča. 
Novi lastniki so na tem območju okoli leta 1100 zgradili samostan sv. Nikolaja (San Niccolo).
Okoli samostana naj bi takrat zraslo nekaj manjših kmetij, s priseljevanjem kolonov iz sosednje Furlanije, kar je bila tedaj ustaljena praksa, saj so se morali samostani preživljali sami. Iz teh kmetij naj bi nastali zametki današnjega naselja.

### Benediktinci v Ankaranu
Ankaranski benediktinci naj bi imeli veliko zaslug za razvoj oljkarstva in vinogradništva v teh krajih. Znano je, da je samostan z vinom iz svojih vinogradov, oskrboval rodbino vojvode Filipa Viscontija in rodbino Litta. Pod imenom »Lacrimae Christi«, se je v 16. stoletju vino iz teh krajev izvažalo v nemške dežele. Samostan se je tudi ukvarjal s pridelovanjem oljčnega olja.
Samostan v svojih zapisih omenjajo tudi koprski škofje, posebej pa škof Tomasini v 17. stoletju , ki je zapisal: »poleti prihajajo menihi iz Benetk semkaj na zabavo, saj je v teh krajih zdravo podnebje in gredo lahko menihi svobodno na ribolov, na samotne obale«.
Samostan so benediktinci skozi stoletja obnavljali in širili. Najstarejši del samostana je še danes ohranjen na severozahodnem delu sedanjega kompleksa. Leta 1572 je bil dokončan tudi zvonik v gvelfskem slogu, tako da je v začetku 17. stoletja samostan dobil približno sedanjo podobo. V tistih časih, se je cerkvice ob samostanu prijelo ime S. Niccolo d'Oltre (sv. Nikolaj Oltrski, pozneje S. Niccolo d'Oltra), da so jo lahko koprčani razlikovali od svoje cerkve, ki je stala ob koprskem pristanišču. Iz časa delovanja samostana sv. Nikolaja (s. Niccolo) je v Ankaranu ohranjen tudi sarkofag, znan po vklesanih enakostraničnih križih).
Kuga, ki je divjala po Istri v letih 1630/31, je drastično razredčila prebivalstvo v kraju (kot v celotni Istri), kar je povzročilo razpustitev samostana (zadnji pater ga je zapustil leta 1641). Od takrat je samostan deloval samo še kot letna rezidenca benediktinskega reda. Iz zapiskov koprskega škofa Zenona iz leta 1661, je razbrati njegove pritožbe nad nemoralnim obnašanjem tedanjih menihov. Samostan sv. Nikolaja je deloval celih 5 stoletij, tako da je v času od 14. do 18. stoletja postal manjša zakladnica umetniških del. Večji del tega zaklada je skrivnostno izginil brez sledu, ko je Beneška republika leta 1774 samostan ukinila.

### Poletna rezidenca, bolnišnica, okrevališče
Tega leta je poslopje samostana s pripadajočim posestvom kupila koprska plemiška družina Madonizza in ga spremenila v svojo poletno rezidenco. Leta 1880 so bili dograjeni na pročelju trije oboki in kamnito stopnišče, ki je omogočilo tudi dostop do notranjega dvorišča z vodnjakom, ki sta ga leta 1835 zgradila Bonifazio iz Pirana in Dominik iz Kort nad Izolo.
V času Napoleonovih Ilirskih provinc je v samostanu delovala vojaška bolnišnica, pozneje pa je Avstrija v njem uredila okrevališče za svoje mornariške častnike.

## Razvoj zdravstva in turizma
Leta 1818 je izšla v Regensburgu knjiga takratnih popotnikov Heinricha Hoppeja in Friedericha Hornschuha, v kateri sta se navdušila nad tukajšnjo bogato floro in subtropskim ankaranskim rastlinjem. Takrat se je razširilo mnenje, da je tukajšnje podnebje primerno za terapevtsko zdravljenje pljučnih in kostnih bolezni, s pomočjo sonca in morja. Zato je postala zdravstvena dejavnost zelo intenzivna na področju Ankarana ( v času od ukinitve Ilirskih provinc do začetka prve svetovne vojne). Tako sta na tem območju zrasla Sanatorij za pljučno tuberkolozo (sedanja vojašnica Slovenskih pomorščakov in okoliške zgradbe), ter leta 1909 Otroško obmorsko okrevališče (Ospizio marino di Valdoltra) za otroke s kostno tuberkolozo.
Iz številnih razglednic iz tridesetih let dvajsetega stoletja je razbrati, da so v kopališkem kompleksu sv. Nikolaja (Stabilimento balneare San Nicolo di Capodistria) tedaj poleg hotela, kopališča, sonca in mivke svojim gostom nudili tudi različna igrišča za tenis, nogomet, celo kotalkališče. Okoli leta 1932 so na tem območju uredili tudi šotorišče, ki je bil predhodnik današnjega ankaranskega kampa.
Po drugi svetovni vojni se je na posestvu nekdanjega samostana razvil hotelski in kamp kompleks z imenom Adria, v otroško obmorsko okrevališče pa se je vselila Ortopedska bolnišnica Valdoltra. Na Debelem rtiču so pozneje ustanovili Mladinsko zdravilišče in okrevališče, ki deluje pod okriljem slovenskega Rdečega križa. V Sanatoriju za pljučno tuberkolozo je do leta 1985 pod imenom Bolnišnica Ankaran deloval pljučni oddelek Splošne bolnišnice Koper (pozneje preseljen v Bolnišnico Izola).

## Ankaran danes
Na temelju vseh opisanih dejavnosti, ki so se razvile na področju današnjega Ankarana po drugi svetovni vojni, se je začelo graditi tudi sedanje naselje. Sprva kot stanovanjsko delavsko naselje, kasneje pa je Ankaran postal samostojni kraj, zaradi svoje obmorske lege pa tudi turistična destinacija. Ankaran zaživi predvsem poleti, takrat tudi organizirajo prireditvi »Ankaranska noč« in »Srednjeveška tržnica«.

## Demografska rast
| Leto            | 1869 | 1900 | 1931 | 1961 | 1971 | 1981 | 1991 | 2002 | 2011 | 2018 |
| --------------- | ---- | ---- | ---- | ---- | ---- | ---- | ---- | ---- | ---- | ---- |
| št. prebivalcev | 426  | 586  | 587  | 995  | 1177 | 1735 | 2659 | 2984 | 3278 | 3209 |

## Zanimivosti
- Na področju Ankarana naj bi se zadrževal tudi svetovno znani izumitelj ladijskega vijaka Josef Ressel, v obdobju, ko je živel v Trstu. Tu naj bi se sprehajal in lastnoročno zasadil nekaj hrastov, ki so zdaj del Josefovega gaja nad Ankaranom.
- Na Debelem rtiču je delovala tudi vojaška bolnišnica, kar tudi potrjuje tudi lokalno ime Lazaret (ital.: Lazaretto), kjer se nahaja nekdanji mednarodni mejni prehod med Italijo in Slovenijo.

### Posebnosti
- Na Debelem rtiču se nahajajo edini vinogradi v slovenskoj Istri, ležeči neposredno ob morski obali;
- Na področju sv. Katarine se nahaja školjčna sipina, posebnost tudi v Sredozemlju;
- Na področju školjčne sipine živita hrošča Clivina ypsilon in Scarites terricola, ki sta izredna redkost tako v Sloveniji, kot v Evropi;
- Po mestu Ankaran so poimenovali hitro patruljno ladjo (HPL-21) Slovenske vojske razreda Super Dvora MkII., izraelske izdelave.

### Plaže in kopališča
Camp Adria ureja istoimenski kamp tik ob Ankaranu, ki je že dolga leta eden najpomembnejših za razvoj naselja. Poleg prostora za avto-prikolice in šotore dajejo v najem tudi počitniške hišice in apartmaje. Urejena je peščeno-kamnita plaža s tremi pomoli in ploščadjo, bazenski kompleks (zunanji, notranji olimpijski, več manjših) s savno in fitnesom, tobogani, trgovine, stojnice, minigolf, igrišča za tenis in odbojko, restavracije in bari. V kampu ima sedež tudi več športnih klubov, kot na primer kajak-kanu klub Adria ter Tenis klub.
Slab kilometer vzhodno od Ankarana je športno rekreacijski center Katarina, z več igrišči za odbojko in nogomet, peščeno plažo (tekmovanja s frizbijem) in urejeno pešpotjo. Tukaj je tudi manjši zaliv s privezi za plovila domačinov. Ob Katarini leži znana školjčna sipina in slani travnik, za katerega je značilna pozedonija in druge ogrožene morske rastline.
Zahodno od Ankarana (1 km) v predelu Valdoltra je novo kopališče s plažo, ki se nadaljuje še naprej proti zahodu do Debelega rtiča. V Valdoltri je tudi kajak-kanu klub, mandrač in manjši zaliv za jadrnice in ribiške ladje.
Zadnje kopališče na skrajnem koncu polotoka se imenuje Debeli rtič in leži tik ob italijanski meji, ter obsega Mladinsko zdravilišče in okrevališče Debeli Rtič, peščeno neurejeno plažo ter urejeno betonsko kopališče z restavracijo, kampom, igrišči, počitniškimi hišicami in drugim.

## Prijateljska mesta/občine
- Ancarano, Abruci,  Italija (2025)[5]